# Chie Hayakawa
Chie Hayakawa (早川 千絵?, Hayakawa Chie; Tokyo, 26 agosto 1976) è una regista e sceneggiatrice giapponese.

## Biografia
Figlia di funzionari governativi, da piccola il suo film preferito era Il fiume di fango di Kōhei Oguri. Suo padre morì di cancro quando lei aveva 19 anni, a quasi un decennio dalla diagnosi. Iscrittasi alla School of Visual Arts di New York per studiare cinema, Hayakawa cambiò presto indirizzo a favore della meno collaborativa fotografia a causa della sua scarsa dimestichezza con l'inglese. Laureatasi nel 2001, rimase a vivere a New York per diversi anni, lavorando come assistente nella redazione americana di TV Tokyo. Durante questo periodo, ha dato alla luce i suoi due figli, avuti col pittore Katsumi Hayakawa. Nel 2008 tornò a Tokyo e iniziò a lavorare per l'emittente WOWOW, adattando per la trasmissione in Giappone materiale promozionale di film americani. Il lavoro e la cura dei figli la spinsero ad abbandonare i progetti di studiare cinema di Tokyo.

### Carriera
All'età di 35 anni, memore della sua passione giovanile, si iscrisse a un corso serale di cinema dell'ENBU Seminar, risultato nel cortometraggio Niagara, che finì per venire selezionato al Festival di Cannes 2014 nella sezione "studentesca" Cinéfondation e vinse alcuni premi a dei festival in Giappone. Grazie al corto, conobbe la produttrice Eiko Mizuno-Gray, che la convinse a partecipare ad un film a episodi prodotto dal regista Hirokazu Kore'eda sul tema "come sarà il Giappone tra dieci anni", Jūnen: Ten Years Japan (2018): l'episodio di Hayakawa, Plan 75, su di una distopia dove le persone sopra il 75º anno di età vengono automaticamente sottoposte a eutanasia da parte dello Stato, fu la sua prima esperienza professionale nel cinema e le permise di dedicarsi a tempo pieno alla carriera di regista, licenziandosi da WOWOW.
L'accoglienza tributata a Plan 75 l'ha spinta a trasformarlo in un lungometraggio omonimo nel 2022, scritto assieme al marito della Mizuno-Gray, Jason, traendo nuova ispirazione dal trattamento degli anziani a cui aveva assistito durante la pandemia di COVID-19 in Giappone. Il film ha concorso alla sezione Un Certain Regard di Cannes, fruttando ad Hayakawa il secondo posto della Caméra d'or per il migliore lungometraggio d'esordio. Il film è stato poi proposto come candidato giapponese agli Oscar di quell'anno e ha ottenuto svariati riconoscimenti in patria, tra cui candidature ai Blue Ribbon Awards, Mainichi Film Concours, Nikkan Sports Film Awards e gli Awards of the Japanese Academy.
Nel 2025 Hayakawa è tornata a Cannes, stavolta nel concorso principale, con Renoir, una storia autobiografica ambientata durante la bolla speculativa di fine anni '80.

## Filmografia

### Cortometraggi
- Niagara (ナイアガラ?, Naiagara) (2014)
- Fuyu no mei (冬のメイ?) (2016)
- Plan 75 (PLAN 75?), episodio di Jūnen: Ten Years Japan (十年 Ten Years Japan?) (2018)

### Lungometraggi
- Plan 75 (PLAN 75?) (2022)
- Renoir (ルノワール?, Runowāru) (2025)

### Videoclip
- Kimi to doko ka e ikitai (君とどこかへ行きたい?) – HKT48 (2021)